# ТЕС Граті
7°39′5″ пд. ш. 113°1′30″ сх. д. / 7.65139° пд. ш. 113.02500° сх. д.
ТЕС Граті – теплова електростанція на сході індонезійського острова Ява. 
У 1996 – 1997 роках на майданчику станції став до ладу блок комбінованого парогазового циклу потужністю по 462 МВт, в якому три газові турбіни по 100,8 МВт живлять через котли-утилізатори одну парову турбіну з показником 159,6 МВт. 
У 2002-му станцію підсилили за рахунок трьох таких же газових турбін по 100,8 МВт, проте поки встановлених на роботу у відкритому циклі. В 2020-му на їх основі створили парогазовий блок, для чого ввели в дію 3 котла-утилізатора та парову турбіну номінальною потужністю 198 МВт (фактичне зростання потужності станції склало лише 150 МВт, оскільки при високій температурі повітря турбіни втрачають значну частину від свого номінального показника).
В 2019 році на майданчику ТЕС Граті ввели в дію парогазовий блок №3 потужністю 450 МВт, в якому 2 газові турбіни живлять через котли-утилізатори одну парову турбіну з номінальним показником 195 МВт.
Спершу ТЕС використовувала нафту, а з 2009 року також почала споживати природний газ, який подали по трубопроводу Ойонг – Граті. З 2017-го блакитне паливо також почало надходити через газопровід Поронг – Граті. Для забезпечення стабільної роботи під час пікових навантажень в 2012-му поряд зі станцією запустили сховище стисненого природного газу, ресурсу з якого достатньо для виробництва 400 МВт протягом 5 годин. 
Видача продукції відбувається по ЛЕП, що працює під напругою 500 кВ.